# Havelské město
Havelské město (německy Gallusstadt), v písemnostech nazývané Město u kostela sv. Havla (Civitas circa S. Gallum) nebo Nové město okolo sv. Havla, bylo ve 13. století menší středověké město na území Prahy, které se stalo součástí Starého Města. Nacházelo se v okolí kostela sv. Havla a přilehlého kláštera magdalenitek, později obutých karmelitánů.

## Dějiny

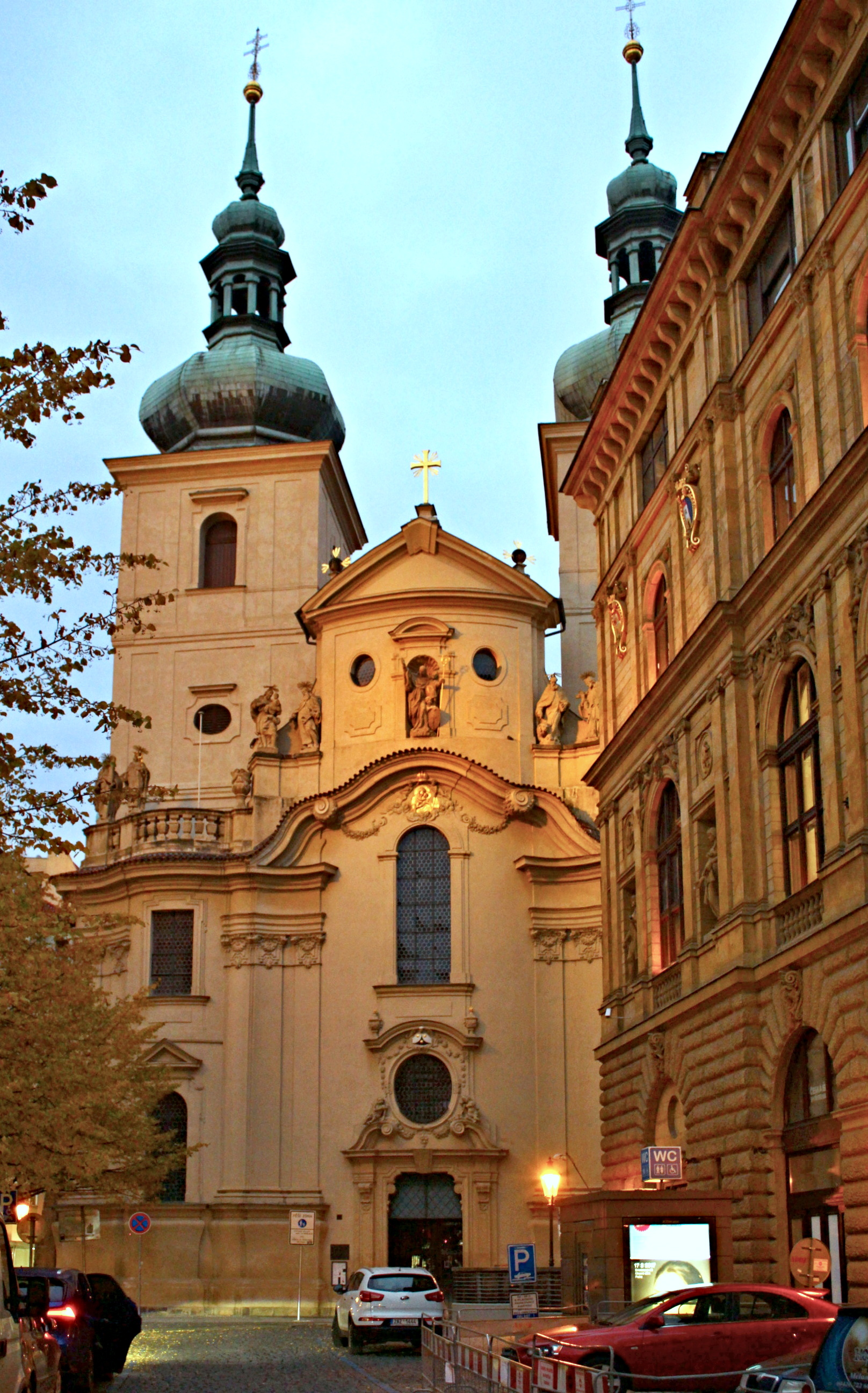
Kostel svatého Havla podle něhož dostala čtvrť své jméno

### Středověk
Havelské město vzniklo pravděpodobně kolem 30. až 40. let 13. století (uvádí se 1232–1234) kolem farního kostela svatého Havla na místě nevýrazného staršího osídlení. Nejstarší dochovaná písemná zmínka se vztahuje k roku 1265. Bylo městem ve městě, uvnitř opevnění Starého města pražského, avšak mělo vlastní právní a správní řád. Se Starým Městem bylo právně sloučeno roku 1287.
Město založil v počátcích vlády Václava I. z královského pověření lokátor Eberhard, horní podnikatel a pozdější mincmistr království českého. Většina obyvatel pocházela zřejmě z jihoněmeckých měst, zejména z Řezna. Důvod vytvoření města uvnitř města nebyl uspokojivě vysvětlen. Jádrem města bylo rozsáhlé privilegované tržiště (tzv. Nové tržiště), které konkurovalo starému tržišti na dnešním Staroměstském náměstí.
Město vyrostlo na pravidelném půdorysu, bylo tvořeno věžovitými domy z lomové opuky a exponovaná místa havelského náměstí byla vydlážděna. Leželo kolem tržiště v ose cesty mezi Petrskou čtvrtí a Újezdem svatého Martina, přibližně v místech dnešních ulic a náměstí Rytířská, Uhelný trh, Havelská, V Kotcích a Ovocný trh. Tržiště mělo délku kolem 560 metrů a rozlohu přes 3 hektary. Ve 14. století byla západo-východní osou tržiště vedena zástavba dvěma řadami mohutných soukenických, postřihačských a dalších kotců, a tržiště tak bylo rozděleno na ulice v dnešních uličních čarách. Poté vznikaly kamenné domy v dnešních ulicích Melantrichova a Železná, spojující čtvrť se starším tržištěm na Staroměstském rynku. Výstavba Havelského města se stala spojnicí pozdějšího Nového města pražského, jež bylo odděleno hradební zdí s věží (dodnes dochovanou v nárožním domě ulic Na můstku a Rytířská), příkopem a kamenným můstkem (dochovaným ve vestibulu stanice metra Můstek a odhaleným při jeho stavbě). Významný palác Jana Rotleva posloužil ve 2. polovině 14. století pro výstavbu univerzitní budovy Karolina.

### Novověk
Kamenná zástavba, která se rozvinula zejména v 17.–18. století, scelila Havelské a Staré Město, nadále z něj zbyly dva farní obvody kostela sv. Havla se hřbitovem a kostel sv. Martina ve zdi se hřbitovem. Hřbitovy byly zrušeny koncem 18. století (svatohavelský) a 19. století (svatomartinský). Hlavními novostavbami byl jednak raně barokní klášter obutých karmelitánů v Rytířské ulici podle projektu podepsaného Carlem Luragem a k roku 1671 dokončeného Giovannim Domenicem Orsim, jednak Nosticovo divadlo z let 1781–1782.